# Popejoy (Iowa)
Popejoy es una ciudad del condado de Franklin, Iowa, Estados Unidos. Tiene una población estimada, a mediados de 2023, de 77 habitantes.

## Geografía
Está ubicada en las coordenadas 42°35′38″N 93°25′40″O / 42.59389, -93.42778. Según la Oficina del Censo, tiene una superficie de 1.95 km², correspondientes en su totalidad a tierra firme.

## Demografía
Según el censo de 2020, en ese momento había 77 personas residiendo en la zona. La densidad de población era de 39.49 hab./km². El 93.51% de los habitantes eran blancos, el 1.30% era amerindio y el 5.19% eran de una mezcla de razas. Del total de la población, el 5.19% eran hispanos o latinos de cualquier raza.